# Cărpinet
Cărpinet est une commune roumaine du județ de Bihor, en Transylvanie, dans la région historique de la Crișana et dans la région de développement Nord-Ouest.

## Géographie
La commune de Cărpinet est située dans le sud-est du județ, à la limite avec le județ d'Arad, sur le cours supérieur du Crișul Negru dans les Monts Codru, à 6 km au sud-est de Vașcău et à 95 km au sud-est d'Oradea, le chef-lieu du județ.
La municipalité est composée des quatre villages suivants, nom hongrois, (population en 2002) :
- Călugări, Kalugyer (636) ;
- Cărpinet, Kerpenyet (585), siège de la commune ;
- Izbuc, Vaskohaszód (621) ;
- Leheceni, Lehecsény (422).

## Histoire
La première mention écrite du village de Cărpinet date de 1588. Il apparaît ensuite en 1600 sous la forme Kerpenetw, puis en 1692 comme Kerpenyed, en 1808 comme Kerpenyét et enfin en 1851 en tant que Kerpenyest.
La commune, qui appartenait au royaume de Hongrie, en a donc suivi l'histoire.
Après le compromis de 1867 entre Autrichiens et Hongrois de l'empire d'Autriche, la principauté de Transylvanie disparaît et, en 1876, le royaume de Hongrie est partagé en comitats. Cărpinet intègre le comitat de Bihar (Bihar vármegye).
À la fin de la Première Guerre mondiale, l'Empire austro-hongrois disparaît et la commune rejoint la Grande Roumanie au traité de Trianon.
En 1940, à la suite du deuxième arbitrage de Vienne, la commune fait partie des quelques communes du județ qui ne sont pas annexées par la Hongrie jusqu'en 1944 et qui restent sous souveraineté roumaine. 

## Politique
| Période                                  | Période  | Identité           | Étiquette | Qualité |
| ---------------------------------------- | -------- | ------------------ | --------- | ------- |
| Les données manquantes sont à compléter. |          |                    |           |         |
|                                          | 2012     | Gligor Țigan       | PSD       |         |
| 2012                                     | 2016     | Gheorghe Ienciu    | PDL       |         |
| 2016                                     | En cours | Petru Daniel Curta | PSD       |         |

| Parti | Parti                                      | Sièges |
| ----- | ------------------------------------------ | ------ |
|       | Parti social-démocrate (PSD)               | 6      |
|       | Parti national libéral (PNL)               | 3      |
|       | Alliance des libéraux et démocrates (ALDE) | 1      |
|       | Parti écologiste roumain (PER)             | 1      |

## Religions
En 2002, la composition religieuse de la commune était la suivante :
- Chrétiens orthodoxes, 94,87 % ;
- Pentecôtistes, 2,34 % ;
- Baptistes, 2,12 % ;
- Adventistes du septième jour, 0,48 %.

## Démographie
En 1910, à l'époque austro-hongroise, la commune comptait 3 413 Roumains (99,19 %) et 25 Hongrois (0,73 %).
En 1930, on dénombrait 3 774 Roumains (99,71 %)  et 7 Roms (0,18 %).
En 1956, après la Seconde Guerre mondiale, 3 516 Roumains (99,58 %) côtoyaient 6 Hongrois (0,17 %) et 6 Tsiganes (0,17 %).
En 2002, la commune comptait 2 245 Roumains (99,16 %), 6 Hongrois (0,26 %), 9 Roms (0,39 %) et 4 Ukrainiens (0,17 %). On comptait à cette date 804 ménages et 837 logements.
| 1880  | 1890  | 1900  | 1910  | 1920  | 1930  | 1941  | 1956  | 1966  |
| ----- | ----- | ----- | ----- | ----- | ----- | ----- | ----- | ----- |
| 2 433 | 2 845 | 3 022 | 3 441 | 3 494 | 3 785 | 3 730 | 3 531 | 3 268 |

| 1977  | 1992  | 2002  | 2007  | - | - | - | - | - |
| ----- | ----- | ----- | ----- | - | - | - | - | - |
| 3 157 | 2 713 | 2 264 | 2 090 | - | - | - | - | - |

## Économie
L'économie de la commune repose sur l'élevage, l'exploitation des forêts et des carrières de marbre.

## Communications

### Routes
Cărpinet est située sur la route nationale DN76 (route européenne 79) Oradea-Deva.

## Lieux et monuments
- Cărpinet, église orthodoxe datant de 1871[6] ;
- Izbuc, monastère orthodoxe qui comprend une église en bois datant de 1759[6] ;
- Izbuc, église orthodoxe datant de 1762[6] ;
- Leheceni, église orthodoxe datant de 1820[6] ;
- Réserve naturelle Izbucul intermitent de la Călugări d'une superficie de 14,4 ha.

## Jumelages
- La Bohalle (France)
- La Daguenière (France)